# Хумаюн, Ахмед
Ахмед Хумаюн (англ. Humayun Ahmed, 13 ноября 1948 — 19 июля 2012) — бангладешский писатель, драматург, сценарист и кинорежиссер. Самая распространенная англоязычная газета Пакистана упоминала о нём как о легенде культуры Бангладеш. Ахмед достиг пика своей славы с публикацией своего романа Нондито Нороке (В Блаженному Аду) в 1972 году, который остается одним из самых известных его работ и которым восхищались литературные критики, в том числе доктор Ахмед Сариф.
Он написал более 200 фантастических и научных книг, все из которых были бестселлерами в Бангладеш. Авторский стиль Ахмеда был охарактеризован как магический реализм. Сунил Гангопадгяй описывал его как самого популярного писателя, который писал на бенгальском языке в течение века и, согласно его утверждению, Ахмед был даже более популярен, чем Сарат Чандра Чаттопадгяй. Книги Ахмеда были хитом продаж на книжной ярмарке Экушей на протяжении 1990-х и 2000-х годов.

## Карьера
Хумаюн Ахмед получил аттестат о среднем образовании (АСО) в школе БограЗилла и занял второе место за достижения на учебно-методическом совете Ражшаги. Хумаюн Ахмед получил аттестат о высшем среднем образовании (АВСО) в колледже Дакка. После прохождения Комиссии по отбору персонала Хариани, Ахмед получил степень бакалавра наук с отличием по химии, а затем степень магистра с отличием первого класса в университете Дакки. После окончания учебного заведения, Хумаюн Ахмед работал профессором преподавателем в Бангладешском аграрном университете в течение шести месяцев, пока не устроился в колледж Дакки как преподаватель по химии. Вскоре после этого он отправился в Соединенные Штаты, чтобы получить докторскую степень по полимерной химии в Государственном университете Северной Дакоты.

## Телевидение и кино
Его первой телевизионной драмой был «Протгом Прогор» (Первый момент) в 1983 году, режиссёром которой был Наваз Али Хан. Его первым драматическим сериалом был ЕиШоб Дин Ратри (Сказка о наших повседневных жизнях). За ним были комедийные сериалы Богубриги, историко-драматический сериал Айомой и урбанистично-драматический сериал Котгао Кью ней (Никого нигде нет). Последний подчеркивал вымышленный характер идеалистического лидера банды по имени Бейкер Бхаи, который был ошибочно осужден и казнен.

Ахмед режиссировал фильмы, основой которых были его собственные рассказы. Его первый фильм «АгунерПорошмони», главной темой которого была освободительная война, выиграл Национальную кинематографическую премию во всех восьми категориях, в том числе за лучший фильм и лучший режиссёр. Тема Освободительной Войны часто встречается в его рассказах и в целом базируется на воспоминаниях Ахмеда об этой войне и казни его отца во время этой войны. Основной темой фильма Ахмеда ШямалЧгая была освободительная война 1971 года.

Ахмед также писал песни для нескольких из его собственных фильмов и пьес. Некоторые из наиболее известных это: Ами Ааж Бгежабо Чох Сомудрержолей, Чадни Пошор Ратей и Амааар Ачейжол.

Его фильм 2012 года Ггетупутра Камолавас был выбран в качестве дебюта Бангладеш в номинации за лучший фильм на иностранном языке на 85-й церемонии вручения премии Оскар, но не попал в окончательный список финалистов.

## Личная жизнь
В 1973 году Ахмед женился на Гюльтекин. У них было дочери: Нова, Шила и Бипаша и один сын Нахеш. Ахмед влюбился в телевизионную актрису в середине 1990-х годов. Позже, в 2003 году Ахмед развелся с Гюльтекин и женился на Мегер Афроз Шаон в 2005 году. У него два сына от второго брака: Нышед и Нинит.

## Смерть
В 2011 году Ахмеду был поставлен диагноз рака прямой кишки. Он умер 19 июля 2012 в 11.20 вечера по стандартному времени Бангладеш в больнице Беллевуе в Нью-Йорке. Он был похоронен в своем имении НугашПолли.